# バッラ
バッラ (Barra) はガンビア共和国北岸地方下ニウミ地区に位置する都市である。
伝統的にニウミとして知られる。
チュニジアのルジムマエータグと姉妹都市を組んでいる。
市内でよく話されている言語はセレール語とウォロフ語である。

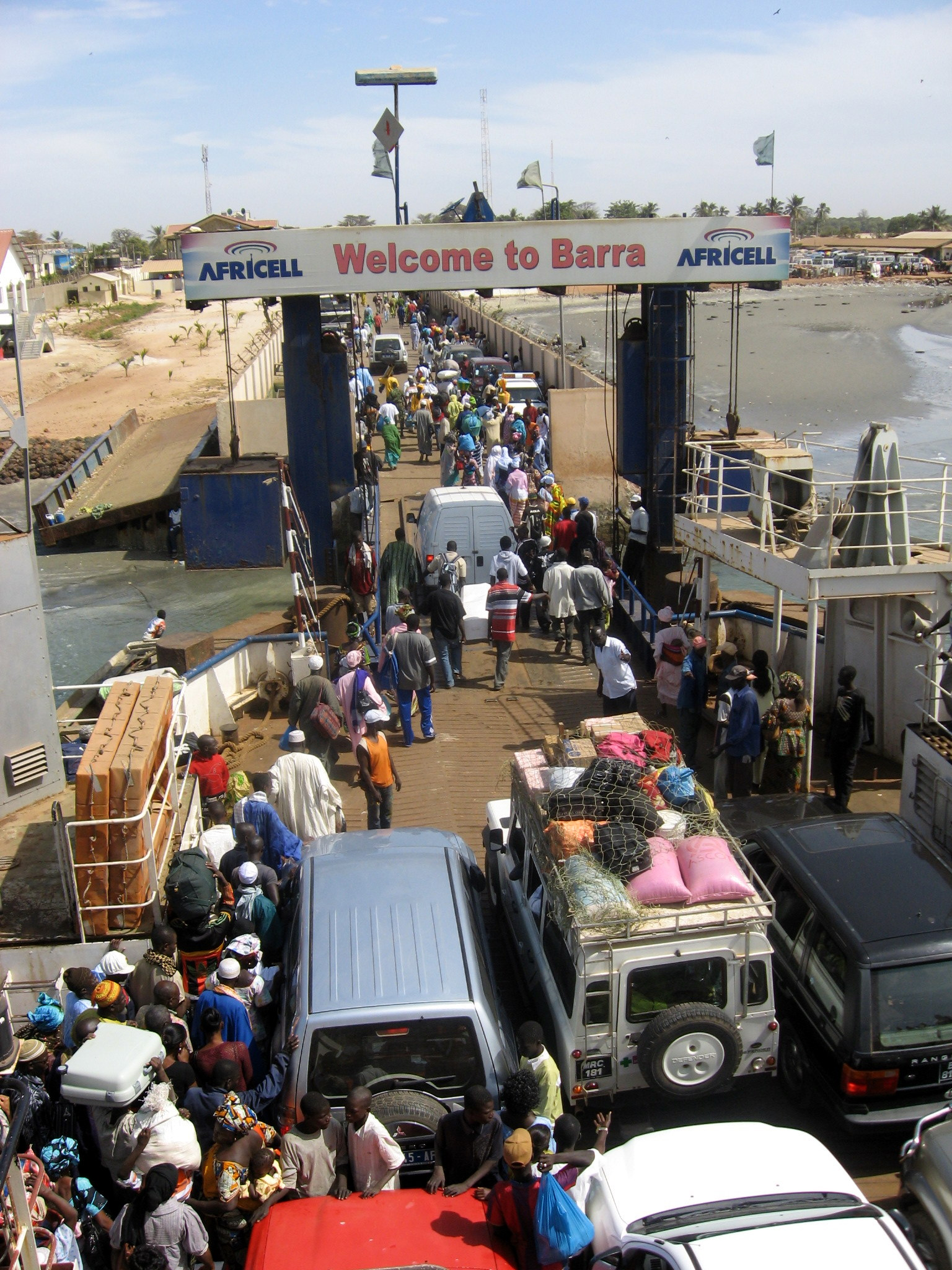
到着したフェリーからのバッラの光景

マンディンカ語を話すアフリカ人はいつもガンビア川の河口の北岸沿いの州をニウミと呼んでいたが、他の人々はそうでもなかった。
長い間ガンビア川の交易で用いられる混交された言葉では「バッラ」と呼ばれていたし、17世紀から19世紀の間のイギリスおよびフランスの記録では「ニウミ」よりも「バッラ」または「バー」が用いられていた。